# Il caso Thomas Crown
Il caso Thomas Crown (The Thomas Crown Affair) è un film del 1968 diretto da Norman Jewison con protagonisti Steve McQueen e Faye Dunaway.

## Trama
Thomas Crown, quarantenne uomo d'affari particolarmente abile, noto playboy e già ricchissimo, progetta e porta a termine un grosso furto ai danni di una banca con la quale aveva in precedenza avuto rapporti d'affari. Il tutto avvalendosi di uomini che non lo conoscono. Poiché la polizia è incapace di trovare qualche indizio, la compagnia assicuratrice invia una detective, affascinante e perspicace, per le indagini. La donna, dopo varie ricerche, aiutata dal suo intuito, riesce a risalire allo stesso Crown, ne diventa amica e, senza preamboli, lo accusa del furto ma non ha prove per dimostrarlo. Mentre si svolge questa silenziosa battaglia, fra i due nasce una forte simpatia e quindi l'amore. Fallito un tentativo di trovare un compromesso con la compagnia, Crown propone alla ragazza di fuggire con lui in Brasile, ma lei è combattuta fra il dovere e l'amore. Una sera allora, per farla decidere, Crown le rivela che tenterà un altro colpo grosso dandole un appuntamento nel luogo dove verrà portata la refurtiva. La donna rivela tutto alla polizia: il colpo riesce ma all'appuntamento giunge solo un biglietto di Crown che, in nome dell'amore, invita la donna a raggiungerlo in Brasile.

## Produzione
Il ruolo del ladro gentiluomo Thomas Crown, interpretato da Steve McQueen, fu inizialmente offerto a Sean Connery, il quale rifiutò la parte per girare Shalako.
Connery successivamente si è dichiarato molto pentito di non aver preso parte al film.

## Scene notevoli
- Una delle scene più note del film è la corsa folle sulla spiaggia di Steve McQueen con Faye Dunaway a bordo di una dune buggy guidata da McQueen stesso senza controfigura.
- Come vettura quotidiana Thomas Crown usa una Rolls-Royce Silver Shadow Coupé.
- Mentre si reca a un'asta Thomas Crown rimane un attimo a osservare una Ferrari 275 GTB-4 Spider/NART e ha uno scambio di opinioni sull'auto con il suo segretario.
- Il protagonista si cimenta anche in un volo con un aliante americano Schweizer 1-23 di colore giallo, praticando qualche acrobazia.
- Alla fine della partita a scacchi tra Steve McQueen e Faye Dunaway, quando i due iniziano a baciarsi, la cinepresa gira intorno ai due amanti così come avveniva con James Stewart e Kim Novak ne La donna che visse due volte di Alfred Hitchcock.

## Remake
Nel 1999 è stato prodotto un remake della pellicola, Gioco a due, diretto da John McTiernan e interpretato da Pierce Brosnan e Rene Russo.

## Riconoscimenti
- 1969 - Premio Oscar
  - Migliore canzone
  - Candidatura alla migliore colonna sonora drammatica a Michel Legrand
- 1969 - Golden Globe
  - Migliore canzone originale
  - Candidatura alla migliore colonna sonora originale a Michel Legrand
- 1970 - British Academy Film Award
  - Candidatura alle migliori musiche a Michel Legrand